# Európa-bajnoki érmesek listája férfi párbajtőrvívásban
Ez a lap az Európa-bajnoki érmesek listája férfi párbajtőrvívásban 1981-től 2025-ig.

## Egyéni
| Év                                 | Helyszín     | Arany                                 | Ezüst                                 | Bronz                                 |
| 1981                               | Foggia       | Angelo Mazzoni                        | Stéphane Ganeff                       | Kolczonay Ernő                        |
| 1982                               | Mödling      | Olivier Carrard                       | Kolczonay Ernő                        | Robert Felisiak                       |
| 1983                               | Lisszabon    | Alexander Pusch                       | Angelo Mazzoni                        | Leszek Swornowski                     |
| 1984–1990 között nem rendezték meg |              |                                       |                                       |                                       |
| 1991                               | Bécs         | Kovács Iván                           | Jean-Marc Muratorio                   | Arno Strohmeyer                       |
| 1991                               | Bécs         | Kovács Iván                           | Jean-Marc Muratorio                   | Jiří Douba                            |
| 1992                               | Lisszabon    | Michael Flegler                       | Günter Krajewski                      | Reinhard Berger                       |
| 1992                               | Lisszabon    | Michael Flegler                       | Günter Krajewski                      | César González                        |
| 1993                               | Linz         | Patrick Dränert                       | Mariusz Strzałka                      | Totola Gábor                          |
| 1993                               | Linz         | Patrick Dränert                       | Mariusz Strzałka                      | Jean-François Di Martino              |
| 1994                               | Krakkó       | Vitalij Ahejev                        | Arnd Schmitt                          | Paolo Milanoli                        |
| 1994                               | Krakkó       | Vitalij Ahejev                        | Arnd Schmitt                          | Michael Flegler                       |
| 1995                               | Keszthely    | Arnd Schmitt                          | Kovács Iván                           | Vánky Péter                           |
| 1995                               | Keszthely    | Arnd Schmitt                          | Kovács Iván                           | Andreas Kertesz                       |
| 1996                               | Limoges      | Pavel Kolobkov                        | Elmar Borrmann                        | Viktor Zuikov                         |
| 1996                               | Limoges      | Pavel Kolobkov                        | Elmar Borrmann                        | Jean-François Di Martino              |
| 1997                               | Gdańsk       | Boczkó Gábor                          | Kaido Kaaberma                        | Vánky Péter                           |
| 1997                               | Gdańsk       | Boczkó Gábor                          | Kaido Kaaberma                        | Bartłomiej Kurowski                   |
| 1998                               | Plovdiv      | Hugues Obry                           | Éric Srecki                           | Vital Zaharav                         |
| 1998                               | Plovdiv      | Hugues Obry                           | Éric Srecki                           | Uladzimir Pcsenyikin                  |
| 1999                               | Bolzano      | Rémy Delhomme                         | Alfredo Rota                          | Bartłomiej Kurowski                   |
| 1999                               | Bolzano      | Rémy Delhomme                         | Alfredo Rota                          | Pavel Kolobkov                        |
| 2000                               | Funchal      | Pavel Kolobkov                        | Kaido Kaaberma                        | Christoph Marik                       |
| 2000                               | Funchal      | Pavel Kolobkov                        | Kaido Kaaberma                        | Kulcsár Krisztián                     |
| 2001                               | Koblenz      | Vital Zaharav                         | Paolo Milanoli                        | Pavel Kolobkov                        |
| 2001                               | Koblenz      | Vital Zaharav                         | Paolo Milanoli                        | Kaido Kaaberma                        |
| 2002                               | Moszkva      | Boczkó Gábor                          | Pavel Kolobkov                        | Kovács Iván                           |
| 2002                               | Moszkva      | Boczkó Gábor                          | Pavel Kolobkov                        | Imre Géza                             |
| 2003                               | Bourges      | Boczkó Gábor                          | Pavel Kolobkov                        | Tomasz Motyka                         |
| 2003                               | Bourges      | Boczkó Gábor                          | Pavel Kolobkov                        | Hugues Obry                           |
| 2004                               | Koppenhága   | Christoph Marik                       | Rémy Delhomme                         | Robert Andrzejuk                      |
| 2004                               | Koppenhága   | Christoph Marik                       | Rémy Delhomme                         | Pavel Kolobkov                        |
| 2005                               | Zalaegerszeg | Tomasz Motyka                         | Pavel Kolobkov                        | Dmitro Csumak                         |
| 2005                               | Zalaegerszeg | Tomasz Motyka                         | Pavel Kolobkov                        | Mathieu Denis                         |
| 2006                               | İzmir        | Kovács Iván                           | Bastien Sicot                         | Pavel Kolobkov                        |
| 2006                               | İzmir        | Kovács Iván                           | Bastien Sicot                         | Alfredo Rota                          |
| 2007                               | Gent         | Jérôme Jeannet                        | Matteo Tagliariol                     | Anton Avgyejev                        |
| 2007                               | Gent         | Jérôme Jeannet                        | Matteo Tagliariol                     | Fabian Kauter                         |
| 2008                               | Kijev        | Imre Géza                             | Martin Schmitt                        | Michael Kauter                        |
| 2008                               | Kijev        | Imre Géza                             | Martin Schmitt                        | Jean-Michel Lucenay                   |
| 2009                               | Plovdiv      | Sven Schmid                           | Ulrich Robeiri                        | Boczkó Gábor                          |
| 2009                               | Plovdiv      | Sven Schmid                           | Ulrich Robeiri                        | Gauthier Grumier                      |
| 2010                               | Lipcse       | Jean-Michel Lucenay                   | Boczkó Gábor                          | Pavel Szuhov                          |
| 2010                               | Lipcse       | Jean-Michel Lucenay                   | Boczkó Gábor                          | Radosław Zawrotniak                   |
| 2011                               | Sheffield    | Jörg Fiedler                          | Bas Verwijlen                         | Max Heinzer                           |
| 2011                               | Sheffield    | Jörg Fiedler                          | Bas Verwijlen                         | Tomasz Motyka                         |
| 2012                               | Legnano      | Pavel Szuhov                          | Nikolai Novosjolov                    | Jörg Fiedler                          |
| 2012                               | Legnano      | Pavel Szuhov                          | Nikolai Novosjolov                    | Max Heinzer                           |
| 2013                               | Zágráb       | Jörg Fiedler                          | Daniel Jérent                         | Krzysztof Mikołajczak                 |
| 2013                               | Zágráb       | Jörg Fiedler                          | Daniel Jérent                         | Ulrich Robeiri                        |
| 2014                               | Strasbourg   | Rédli András                          | Paolo Pizzo                           | Max Heinzer                           |
| 2014                               | Strasbourg   | Rédli András                          | Paolo Pizzo                           | Jean-Michel Lucenay                   |
| 2015                               | Montreux     | Gauthier Grumier                      | Max Heinzer                           | Pavel Szuhov                          |
| 2015                               | Montreux     | Gauthier Grumier                      | Max Heinzer                           | Boczkó Gábor                          |
| 2016                               | Toruń        | Yannick Borel                         | Max Heinzer                           | Jean-Michel Lucenay                   |
| 2016                               | Toruń        | Yannick Borel                         | Max Heinzer                           | Bohdan Nyikisin                       |
| 2017                               | Tbiliszi     | Yannick Borel                         | Paolo Pizzo                           | Szergej Hodosz                        |
| 2017                               | Tbiliszi     | Yannick Borel                         | Paolo Pizzo                           | Nikolai Novosjolov                    |
| 2018                               | Újvidék      | Yannick Borel                         | Nikolai Novosjolov                    | Bohdan Nyikisin                       |
| 2018                               | Újvidék      | Yannick Borel                         | Nikolai Novosjolov                    | Richard Schmidt                       |
| 2019                               | Düsseldorf   | Juval Freilich                        | Andrea Santarelli                     | Enrico Garozzo                        |
| 2019                               | Düsseldorf   | Juval Freilich                        | Andrea Santarelli                     | Jiří Beran                            |
| 2020                               | Minszk       | A koronavírus-járvány miatt elmaradt. | A koronavírus-járvány miatt elmaradt. | A koronavírus-járvány miatt elmaradt. |
| 2021                               | Plovdiv      | A koronavírus-járvány miatt elmaradt. | A koronavírus-járvány miatt elmaradt. | A koronavírus-járvány miatt elmaradt. |
| 2022                               | Antalya      | Yannick Borel                         | Tristan Tulen                         | Alexis Bayard                         |
| 2022                               | Antalya      | Yannick Borel                         | Tristan Tulen                         | Max Heinzer                           |
| 2023                               | Plovdiv      | Davide Di Veroli                      | Federico Vismara                      | Mateusz Antkiewicz                    |
| 2023                               | Plovdiv      | Davide Di Veroli                      | Federico Vismara                      | Marco Brinkmann                       |
| 2024                               | Bázel        | Luidgi Midelton                       | Siklósi Gergely                       | Ian Hauri                             |
| 2024                               | Bázel        | Luidgi Midelton                       | Siklósi Gergely                       | Andrásfi Tibor                        |
| 2025                               | Genova       | Roman Szvicskar                       | Matteo Galassi                        | Andrea Santarelli                     |
| 2025                               | Genova       | Roman Szvicskar                       | Matteo Galassi                        | Siklósi Gergely                       |

### Éremtáblázat
| Helyezés | Nemzet           | Arany | Ezüst | Bronz | Összesen |
| 1.       | Franciaország    | 10    | 6     | 9     | 25       |
| 2.       | Magyarország     | 7     | 4     | 4     | 15       |
| 3.       | Németország      | 6     | 5     | 5     | 16       |
| 4.       | Oroszország      | 3     | 3     | 8     | 14       |
| 5.       | Olaszország      | 2     | 9     | 4     | 15       |
| 6.       | Ukrajna          | 2     | 0     | 3     | 5        |
| 7.       | Svájc            | 1     | 2     | 8     | 11       |
| 8.       | Lengyelország    | 1     | 0     | 10    | 11       |
| 9.       | Ausztria         | 1     | 0     | 2     | 3        |
| 9.       | Fehéroroszország | 1     | 0     | 2     | 3        |
| 11.      | Izrael           | 1     | 0     | 0     | 1        |
| 11.      | NSZK             | 1     | 0     | 0     | 1        |
|          |                  |       |       |       |          |
| 13.      | Észtország       | 0     | 4     | 3     | 7        |
| 14.      | Hollandia        | 0     | 2     | 0     | 2        |
| 15.      | Belgium          | 0     | 1     | 0     | 1        |
|          |                  |       |       |       |          |
| 16.      | Svédország       | 0     | 0     | 3     | 3        |
| 17.      | Csehország       | 0     | 0     | 1     | 1        |
| 17.      | Csehszlovákia    | 0     | 0     | 1     | 1        |
| 17.      | Spanyolország    | 0     | 0     | 1     | 1        |
| Összesen | Összesen         | 36    | 36    | 69    | 141      |

## Csapat
| Év                                 | Helyszín     | Arany                                                                                     | Ezüst                                                                                          | Bronz                                                                                       |
| 1991                               | Bécs         | Németország · Patrick Dränert · Ingo Grausam · Günter Jauch · André Kühnemund             | Ausztria · Arno Strohmeyer ·                                                                   | Csehszlovákia · Aleš Depta · Jiří Douba · Roman Ječmínek · Tomáš Kubíček                    |
| 1992–1997 között nem rendezték meg |              |                                                                                           |                                                                                                |                                                                                             |
| 1998                               | Plovdiv      | Magyarország · Fekete Attila · Imre Géza · Kovács Iván · Kulcsár Krisztián                | Franciaország · Rémy Delhomme · Hugues Obry · Frantz Philippe · Éric Srecki                    | Oroszország · Szergej Kocsetkov · Pavel Kolobkov · Andrej Kolotyilin · Valerij Zaharevics   |
| 1999                               | Bolzano      | Olaszország · Sandro Cuomo · Paolo Milanoli · Alfredo Rota · Davide Schaier               | Franciaország · Rémy Delhomme · Jean-François Di Martino · Hugues Obry · Éric Srecki           | Németország · Jörg Fiedler · Michael Flegler · Arnd Schmitt · Marc-Konstantin Steifensand   |
| 2000                               | Funchal      | Franciaország · Rémy Delhomme · Frantz Philippe · Benoît Janvier · Cédric Pillac          | Spanyolország · José Luis Abajo · Roberto Cantero · Miguel Gómez · Eduardo Sepulveda           | Németország · Patrick Dränert · Oliver Lücke · Sven Schmid · Fabian Schmidt                 |
| 2001                               | Koblenz      | Ukrajna · Dmitro Csumak · Olekszandr Horbacsuk · Makszim Hvoroszt · Dmitro Karjucsenko    | Németország · Jörg Fiedler · Michael Flegler · Daniel Strigel · Fabian Schmidt                 | Franciaország · Éric Boisse · Frantz Philippe · Benoît Janvier · Cédric Pillac              |
| 2002                               | Moszkva      | Franciaország · Éric Boisse · Rémy Delhomme · Jérôme Jeannet · Frédéric Boulière          | Lengyelország · Tomasz Motyka · Marek Petraszek · Michał Sobieraj · Adam Wiercioch             | Ukrajna · Dmitro Csumak · Olekszandr Horbacsuk · Makszim Hvoroszt · Dmitro Karjucsenko      |
| 2003                               | Bourges      | Franciaország · Gauthier Grumier · Benoît Janvier · Jean-Michel Lucenay · Hugues Obry     | Ukrajna · Dmitro Csumak · Olekszandr Horbacsuk · Dmitro Karjucsenko · Vitalij Osarov           | Olaszország · Alessandro Bossalini · Diego Confalonieri · Giacomo Falcini · Davide Schaier  |
| 2004                               | Koppenhága   | Svájc · Marcel Fischer · Fabian Kauter · Dominik Saladin · Benjamin Steffen               | Lengyelország · Robert Andrzejuk · Krzysztof Mikołajczak · Tomasz Motyka · Adam Wiercioch      | Svédország · Robert Dingl · Paul Fogelberg · Magnus Malmgren · Fredrik Nilsson              |
| 2005                               | Zalaegerszeg | Lengyelország · Robert Andrzejuk · Krzysztof Mikołajczak · Tomasz Motyka · Adam Wiercioch | Ukrajna · Dmitro Csumak · Olekszandr Horbacsuk · Makszim Hvoroszt · Vitalij Osarov             | Magyarország · Boczkó Gábor · Fekete Attila · Imre Géza · Kovács Iván                       |
| 2006                               | İzmir        | Magyarország · Boczkó Gábor · Fekete Attila · Imre Géza · Kovács Iván                     | Lengyelország · Robert Andrzejuk · Krzysztof Mikołajczak · Tomasz Motyka · Adam Wiercioch      | Olaszország · Stefano Carozzo · Diego Confalonieri · Paolo Milanoli · Alfredo Rota          |
| 2007                               | Gent         | Magyarország · Boczkó Gábor · Imre Géza · Kovács Iván · Kulcsár Krisztián                 | Lengyelország · Robert Andrzejuk · Krzysztof Mikołajczak · Tomasz Motyka · Radosław Zawrotniak | Franciaország · Éric Boisse · Fabrice Jeannet · Jérôme Jeannet · Ulrich Robeiri             |
| 2008                               | Kijev        | Franciaország · Fabrice Jeannet · Jérôme Jeannet · Jean-Michel Lucenay · Ulrich Robeiri   | Magyarország · Boczkó Gábor · Imre Géza · Kovács Iván · Kulcsár Krisztián                      | Olaszország · Stefano Carozzo · Diego Confalonieri · Alfredo Rota · Matteo Tagliariol       |
| 2009                               | Plovdiv      | Magyarország · Boczkó Gábor · Imre Géza · Rédli András · Somfai Péter                     | Svájc · Max Heinzer · Fabian Kauter · Michael Kauter · Benjamin Steffen                        | Olaszország · Diego Confalonieri · Francesco Martinelli · Alfredo Rota · Matteo Tagliariol  |
| 2010                               | Lipcse       | Magyarország · Boczkó Gábor · Imre Géza · Pádár Tamás · Somfai Péter                      | Ukrajna · Makszim Hvoroszt · Dmitro Karjucsenko · Bohdan Nyikisin · Ihor Rejzlin               | Németország · Jörg Fiedler · Christoph Kneip · Steffen Launer · Martin Schmitt              |
| 2011                               | Sheffield    | Franciaország · Yannick Borel · Gauthier Grumier · Ronan Gustin · Jean-Michel Lucenay     | Magyarország · Boczkó Gábor · Imre Géza · Rédli András · Somfai Péter                          | Oroszország · Anton Avgyejev · Szergej Hodosz · Pavel Szuhov · Alekszej Tyihomirov          |
| 2012                               | Legnano      | Svájc · Max Heinzer · Fabian Kauter · Florian Staub · Benjamin Steffen                    | Magyarország · Boczkó Gábor · Imre Géza · Somfai Péter · Szényi Péter                          | Ukrajna · Anatolij Herej · Makszim Hvoroszt · Dmitro Karjucsenko · Bohdan Nyikisin          |
| 2013                               | Zágráb       | Svájc · Max Heinzer · Fabian Kauter · Florian Staub · Benjamin Steffen                    | Magyarország · Boczkó Gábor · Imre Géza · Rédli András · Szényi Péter                          | Ukrajna · Anatolij Herej · Dmitro Karjucsenko · Vitalij Medvegyev · Bohdan Nyikisin         |
| 2014                               | Strasbourg   | Svájc · Peer Borsky · Max Heinzer · Fabian Kauter · Benjamin Steffen                      | Spanyolország · José Luis Abajo · Miguel Moratilla · Yulen Pereira · Pau Roselló               | Oroszország · Anton Avgyejev · Szergej Bida · Szergej Hodosz · Pavel Szuhov                 |
| 2015                               | Montreux     | Franciaország · Gauthier Grumier · Ronan Gustin · Daniel Jérent · Ulrich Robeiri          | Észtország · Marno Allika · Nikolai Novosjolov · Sten Priinits · Peeter Turnau                 | Svájc · Peer Borsky · Max Heinzer · Fabian Kauter · Benjamin Steffen                        |
| 2016                               | Toruń        | Franciaország · Yannick Borel · Gauthier Grumier · Daniel Jérent · Jean-Michel Lucenay    | Olaszország · Lorenzo Buzzi · Enrico Garozzo · Paolo Pizzo · Andrea Santarelli                 | Ukrajna · Anatolij Herej · Makszim Hvoroszt · Dmitro Karjucsenko · Bohdan Nyikisin          |
| 2017                               | Tbiliszi     | Oroszország · Szergej Bida · Nyikita Glazkov · Szergej Hodosz · Pavel Szuhov              | Ukrajna · Anatolij Herej · Makszim Hvoroszt · Bohdan Nyikisin · Volodimir Sztankevics          | Csehország · Jiří Beran · Pavel Pitra · Richard Pokorny · Martin Rubeš                      |
| 2018                               | Újvidék      | Oroszország · Szergej Bida · Nyikita Glazkov · Szergej Hodosz · Pavel Szuhov              | Franciaország · Yannick Borel · Alex Fava · Aymerick Gally · Ronan Gustin                      | Olaszország · Gabriele Cimini · Marco Fichera · Enrico Garozzo · Andrea Santarelli          |
| 2019                               | Düsseldorf   | Oroszország · Szergej Bida · Nyikita Glazkov · Szergej Hodosz · Pavel Szuhov              | Dánia · Patrick Jørgensen · Kenneth Knudsen · Frederik von der Osten · Troels Robl             | Magyarország · Berta Dániel · Koch Máté · Rédli András · Siklósi Gergely                    |
| 2020                               | Minszk       | A koronavírus-járvány miatt elmaradt.                                                     | A koronavírus-járvány miatt elmaradt.                                                          | A koronavírus-járvány miatt elmaradt.                                                       |
| 2021                               | Plovdiv      | A koronavírus-járvány miatt elmaradt.                                                     | A koronavírus-járvány miatt elmaradt.                                                          | A koronavírus-járvány miatt elmaradt.                                                       |
| 2022                               | Antalya      | Olaszország · Gabriele Cimini · Davide Di Veroli · Andrea Santarelli · Federico Vismara   | Izrael · Grigorij Beszkin · Juval Freilich · Ido Harper · Jonatan Kohen                        | Franciaország · Alexandre Bardenet · Yannick Borel · Romain Cannone · Alex Fava             |
| 2023                               | Krakkó       | Magyarország · Andrásfi Tibor · Koch Máté · Nagy Dávid · Siklósi Gergely                  | Svájc · Alexis Bayard · Théo Brochard · Hadrien Favre · Max Heinzer                            | Olaszország · Gabriele Cimini · Davide Di Veroli · Andrea Santarelli · Federico Vismara     |
| 2024                               | Bázel        | Franciaország · Paul Allègre · Alexandre Bardenet · Romain Cannone · Luidgi Midelton      | Olaszország · Gabriele Cimini · Davide Di Veroli · Andrea Santarelli · Federico Vismara        | Spanyolország · Eugeni Gavaldà · Gerard Gonell · Yulen Pereira · Juan Pedro Romero          |
| 2025                               | Genova       | Franciaország · Paul Allègre · Alexandre Bardenet · Gaétan Billa · Luidgi Midelton        | Hollandia · David van Nunen · Rafael Tulen · Tristan Tulen · Konrad Veenenbos                  | Olaszország · Gianpaolo Buzzacchino · Matteo Galassi · Davide Di Veroli · Andrea Santarelli |

### Éremtáblázat
| Helyezés | Nemzet        | Arany | Ezüst | Bronz | Összesen |
| 1.       | Franciaország | 9     | 3     | 3     | 15       |
| 2.       | Magyarország  | 6     | 4     | 2     | 12       |
| 3.       | Svájc         | 4     | 2     | 1     | 7        |
| 4.       | Oroszország   | 3     | 0     | 3     | 6        |
| 5.       | Olaszország   | 2     | 2     | 7     | 11       |
| 6.       | Ukrajna       | 1     | 4     | 4     | 9        |
| 7.       | Lengyelország | 1     | 4     | 0     | 5        |
| 8.       | Németország   | 1     | 1     | 3     | 5        |
|          |               |       |       |       |          |
| 9.       | Spanyolország | 0     | 2     | 1     | 3        |
| 10.      | Ausztria      | 0     | 1     | 0     | 1        |
| 10.      | Dánia         | 0     | 1     | 0     | 1        |
| 10.      | Észtország    | 0     | 1     | 0     | 1        |
| 10.      | Hollandia     | 0     | 1     | 0     | 1        |
| 10.      | Izrael        | 0     | 1     | 0     | 1        |
|          |               |       |       |       |          |
| 15.      | Csehország    | 0     | 0     | 1     | 1        |
| 15.      | Csehszlovákia | 0     | 0     | 1     | 1        |
| 15.      | Svédország    | 0     | 0     | 1     | 1        |
| Összesen | Összesen      | 27    | 27    | 27    | 81       |

## Összesített éremtáblázat
| Helyezés | Nemzet           | Arany | Ezüst | Bronz | Összesen |
| 1.       | Franciaország    | 19    | 9     | 12    | 40       |
| 2.       | Magyarország     | 13    | 8     | 11    | 32       |
| 3.       | Németország      | 7     | 6     | 8     | 21       |
| 4.       | Oroszország      | 6     | 3     | 11    | 20       |
| 5.       | Svájc            | 5     | 4     | 9     | 18       |
| 6.       | Olaszország      | 4     | 11    | 11    | 26       |
| 7.       | Ukrajna          | 3     | 4     | 7     | 14       |
| 8.       | Lengyelország    | 2     | 4     | 10    | 16       |
| 9.       | Ausztria         | 1     | 1     | 2     | 4        |
| 10.      | Izrael           | 1     | 1     | 0     | 2        |
| 11.      | Fehéroroszország | 1     | 0     | 2     | 3        |
| 12.      | NSZK             | 1     | 0     | 0     | 1        |
|          |                  |       |       |       |          |
| 13.      | Észtország       | 0     | 5     | 3     | 8        |
| 14.      | Hollandia        | 0     | 3     | 0     | 3        |
| 15.      | Spanyolország    | 0     | 2     | 2     | 4        |
| 16.      | Belgium          | 0     | 1     | 0     | 1        |
| 16.      | Dánia            | 0     | 1     | 0     | 1        |
|          |                  |       |       |       |          |
| 18.      | Svédország       | 0     | 0     | 4     | 4        |
| 19.      | Csehország       | 0     | 0     | 2     | 2        |
| 19.      | Csehszlovákia    | 0     | 0     | 2     | 2        |
| Összesen | Összesen         | 63    | 63    | 96    | 222      |